# Andromaqi Gjergji
Andromaqi Gjergji (n. 20 mai 1928, Korçë, regiunea Korçë, Albania – d. 8 iulie 2015, Tirana, Albania) a fost o etnologă albaneză, specialistă în costumele și vestimentația tradițională albaneză.

## Biografie
Gjergji s-a născut în Korçë, în anul 1928. A studiat istoria și filologia în capitala Albaniei, Tirana. A publicat numeroase lucrări despre cultura albaneză. În anul 1993 a devenit profesoară la Institutul de Cultură Populară. A avut peste 130 de publicații despre costumul tradițional albanez. Lucrarea Costumele albaneze de-a lungul secolelor a fost publicată în anul 2004.
Ea a raportat că cele mai vechi dovezi arheologice ale încălțămintei Opinga albaneze datează din secolele V-IV î.Hr., indicând că au fost un element al culturii ilirice.
Gjergji a murit la Tirana în 2015.

## Lucrări publicate
- Gjergji, Andromaqi (2002), Albanian Costumes Through the Centuries: Origin, Types, Evolution, Acad. of Sciences of Albania, Inst. of Folk Culture, ISBN 978-99943-614-4-1
- Gjergji, Andromaqi (1988), Veshjet Shqiptare në Shekuj: Origjina Tipologjia Zhvillimi, Akademia e Shkencave të RPS të Shqipërisë, Instituti i Kulturës Popullore
- Gjergji, Andromaqi (1976), Etnografia shqiptare, 7–8, Akademia e Shkencave e RPSH, Instituti i Historisë, Sektori i Etnografisë